# Kéknyelű

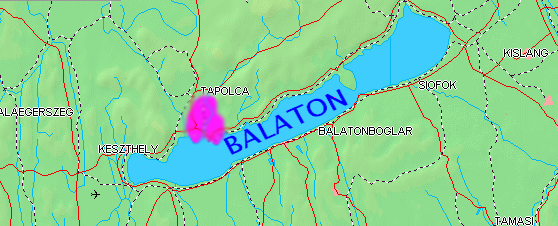
Weinbauregion Badacsony

Kéknyelű, deutsch auch Blaustengler ist eine sehr alte ungarische Weißweinsorte. Wahrscheinlich handelt es sich um eine sehr alte, autochthone Sorte aus der Badacsony - Region. Die früher vermutete nahe Verwandtschaft zur italienischen Picolit Bianco wurde durch Vergleiche der DNA-Profile nicht bestätigt.
Die Rebe ist ausschließlich weiblich, sodass doppelgeschlechtliche Reben zwischengepflanzt werden müssen, um die Bestäubung zu gewährleisten. Früher waren das vor allem solche der alten ungarischen, heute sehr selten gewordenen Weißweinrebe Budai zöld, heute sind es meist Hybride zwischen Budai zöld und Kéknyelű, die Rózsakő genannt werden. 
Die eher kleinen, goldgrünen, meistens braungefleckten Beeren bilden kleine, lockerbeerige Trauben, die vor allem in sehr heißen Sommern sehr verrieselungsanfällig sind. Die Sorte treibt relativ früh aus, sie ist deshalb für Spätfröste sehr anfällig, reift aber sehr spät. Sowohl die Ertragsmenge als auch die Qualität der Beeren sind sehr großen jährlichen Schwankungen unterworfen. Überhaupt stellt die Rebe sowohl in Hinsicht der Kultivation als auch in Hinsicht des Ausbaus der Weine sehr hohe Anforderungen an den Winzer, worin wohl der Hauptgrund für den starken Rückgang dieser Qualitätsrebe zu sehen ist.
Sie war früher in Ungarn weit verbreitet, wird heute aber nur mehr im Gebiet des Balaton kultiviert, wo sie vor allem in der Region um Badacsony hervorragende, rassige und nuancenreiche Weine von guter Lagerfähigkeit erbringt, die von manchen Kennern für die besten trockenen Weißweine Ungarns gehalten werden. Sie sind blassgrünlich, mit bis zu 13,5 Vol.-% recht alkoholstark und weisen eine ausgeprägte Säurestruktur auf.

## Synonyme
‘Balafan’, ‘Balafant’, ‘Balatoni Fekete’, ‘Balatoni Kek’, ‘Blaustaengler’, ‘Blaustiel Blauer’, ‘Blaustingl’, ‘Fekete Balatoni’, ‘Kek Balatoni’, ‘Kek Keknyelue’, ‘Kek Nyelii’, ‘Keknelu’, ‘Keknyelu’, ‘Keknyelue’, ‘Keknyelue Kek’, ‘Peccoleto Bianco’, ‘Piccolito’, ‘Piccolito Bianco’, ‘Pikolit’, ‘Piros Keknyelue’, ‘Ranful’, ‘Weiße Blaustingl’, ‘Weiße Wisellertraube’, ‘Weißer Blaustingl’, ‘Weißer Picolit’, ‘Weißer Pikolit’, ‘Weißer Ranful’.